# Bernhard Jülg
Bernhard Jülg, född den 20 augusti 1825 i Ringelbach i Baden, död 14 augusti 1886 i Innsbruck,  var en tysk filolog.
Jülg, som blev professor 1853 i Kraków och 1863 i Innsbruck, gjorde sig ett namn i synnerhet på den jämförande språk- och sagoforskningens område. Särskilt kan nämnas hans omarbetning av Vaters Literatur der Grammatiken, Lexika und Wörterbücher aller Sprachen der Erde (1847) samt arbetena Die Märchen des Siddhikür (kalmuckisk text med tysk översättning och en kalmuckisk-tysk ordbok, 1866), Mongolische Märchensammlung (på mongoliska och tyska, 1868), Über Wesen und Aufgabe der Sprachwissenschaft (samma år), Die griechische Heldensage im Wiederschein bei den Mongolen (1869), On the present state of Mongolian researches (1882).